# 松岡環
松岡 環（まつおか たまき、1947年 - ）は、日本の社会運動家・映画監督。南京大虐殺60ヵ年全国連絡会共同代表。南京事件の研究者として、日中戦争における日本の戦争犯罪を訴える活動を行っている。

## 経歴
大阪府生まれ。関西大学文学部史学科東洋史学専攻卒業。大阪府松原市で小学校教員として歴史を教えていた。1988年から中国の南京に赴いており、歴史教科書問題では戦争犯罪について日本人に正確な日本の歴史を教えるべきだと主張している。
2002年、松岡編纂の証言集「南京戦・閉ざされた記憶を尋ねて－元兵士102人の証言」（社会評論社）が刊行。この著書は旧日本軍の起こしたいわゆる南京虐殺の加害者側である元兵士の告白証言を集めたもので、ニュース・ステーションで松岡のこの著書に関連して放送され、この放送は評判となった。南京虐殺を否定する人々の誹謗に曝されながらも、その後2003年、中国人被害者側の証言を集めた「南京戦・切りさかれた受難者の魂－被害者120人の証言」、さらに2016年4月カナダのALPHA Educationから加害者･被害者の証言を集めた「南京 引き裂かれた記憶」(英語版）、さらにそれを編集し直し日本版･中国版として「南京 引き裂かれた記憶　元兵士と被害者の証言」の出版に至った。
南京事件の被害者宅や関係場所を訪れて、数百人の中国人被害者や元日本軍人加害者をインタビューしたとする『南京 引き裂かれた記憶』というドキュメンタリー映画（武田倫和監督）を制作した。中国、香港、アメリカ、カナダなどで講演している。

## 評価
中国のマスメディアの中には「日本の良心」と呼ぶ声がある。
東中野修道と阿羅健一らの南京大虐殺否定派は、2002年の元兵士の証言について、証言がすべて匿名や仮名であり第三者の検証ができないことや、証言の不自然なことなどを批判した。一方、本多勝一と小野賢二ら虐殺肯定派も、これほど間違いの多い本も珍しいなどと批判した。これに対し、証言を集める活動をしている市民団体のメンバーである林伯耀からは、兵士自身の体験に係わるような部分については史料を示して否定派こそ実態を知らずに誤っていることを示して反論、さらに、否定派の兵士の生年月日の単なる誤植を突いて揚げ足をとるようなやり方は勿論、大虐殺存在の否定派･肯定派ともに証言者の証言の重箱の隅を突つくような事をするのではなく、当事者たちが当時実際に信じ、思っていたままの証言を得ることこそ大切で、それを突き合わせてこそ、そこから見えてくる真実がある筈なのではないかとの批判がなされた。
『歩兵第33連隊史』を編集した市川治平（歩兵第33連隊第5中隊第1小隊長）は「私のところに聞き取りには来ませんでしたが、元気な2人の戦友に尋ねたら、2人にも来なかったと言っています。(略）確かに予備役には悪い事をする人もいましたが、この本をざっと読んだところ、強姦などの話は、創作8割、本当2割でしょう」と評した。さらに「102人の元兵士のうち59人が歩兵第33連隊所属とされていますが、虚構と断言できます。我々は郷土部隊として出征し、連帯感があるので、誰かがインタビューを受ければ相互に連絡しあいます。しかるに誰一人として、インタビューを受けたことを知りません。そもそも三重県在住の参戦者は調査が行われたとされる平成12年当時、30人足らずしか存命しておらず、59人から聞けるわけがありません」と評した。
一方で、当事者の証言の模様はビデオに録られているとされ、実際にその一部はニュース・ステーションの中で放映されている。